# Odchod do důchodu
Odchod do důchodu neboli penzionování je odchod z pracovní pozice, ze zaměstnání nebo z aktivního pracovního života. 
Osoba může také odejít do polovičního nebo částečného důchodu snížením pracovní doby nebo pracovní zátěže.
Mnoho lidí se rozhodne odejít do důchodu proto, že jsou starší nebo neschopní vykonávat svou práci ze zdravotních důvodů. Lidé mohou také odejít do důchodu tehdy, když jim vznikne nárok na soukromé nebo veřejné důchodové dávky. Někteří jsou však nuceni odejít do důchodu tehdy, když jim fyzická kondice již neumožňuje dále pracovat (pro nemoc nebo úraz) nebo v důsledku právních předpisů týkajících se jejich postavení.

## Historie
Ve většině zemí byla myšlenka odchodu do důchodu převedena do praxe koncem devatenáctého a začátkem dvacátého století. Nízká očekávaná délka života, nedostatek sociálního zabezpečení a absence penzijních systémů dříve znamenaly, že většina pracovníků pokračovala v práci až do své smrti.
První zemí, která v roce 1889 zavedla důchodové dávky, bylo Německo.

## Důchodový věk
Věk odchodu do důchodu zvedá prakticky každý stát Evropské unie.
Tabulku důchodového věku v různých zemích za rok 2021 publikovala Česká správa sociálního zabezpečení.
Ne každý se takového věku dožije se zdravím dost pevným na to, aby mohl až do starobního důchodu plnohodnotně pracovat. Proto je také zajímavá hranice pro vstup ne do řádného, ale do předčasného důchodu. Ten je v Česku, stejně jako prakticky v celé Evropské unii, nastavený tak, že jednak občan musí dosáhnout určitého věku (v Česku konkrétně věku o tři roky nižšího, než je řádný důchodový věk) a určité doby, po kterou přispíval na sociální/důchodové pojištění (v Česku konkrétně 40 roků).